# Mer des Joncs

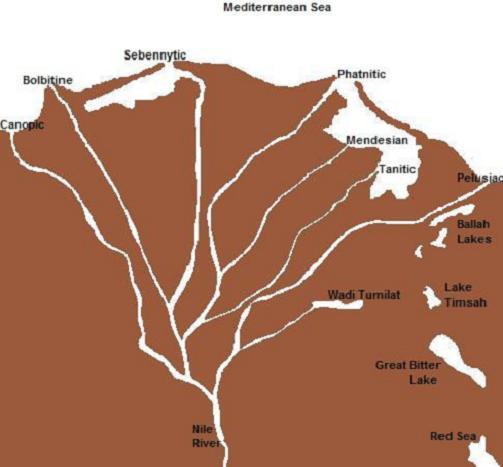
Grand Lac Amer (en).

La mer des Joncs, appelée aussi mer des Roseaux (hébreu יַם־סוּף, yam-souf) est, selon la Bible, une étendue d’eau traversée par les Hébreux lors de leur sortie d’Égypte. 
La traduction grecque ancienne des Septante l'a identifiée à la mer Rouge (grec ἐρυθρὰ θάλασσα, érythra thalassa), ce qui s'est répercuté plus tard sur diverses éditions des bibles chrétiennes. Diverses localisations ont été proposées depuis, dont le ka du delta du Nil, le Grand Lac Amer, un bras de mer dans le golfe d'Aqaba ou le lac Menzaleh (ou « lac de Tanis »).